# Buyl (tramhalte)
Buyl is een tram- en bushalte van de Brusselse vervoersmaatschappij MIVB, gelegen in de gemeente Elsene.

## Geschiedenis
De tramhalte Buyl is sinds het bestaan van de paardentrams in Brussel een van de oudste knooppunten van het Brussels tramnet vanwege de nabije ligging van het stelplaats van de Renbaanlaan. Deze laatste werd in het jaar 1884 gebouwd voor de maatschappij Chemin de fer à Voie étroite de Bruxelles à Ixelles-Boondael. In de loop van de XXe eeuw kent het Brussels tramnet verschillende mutaties op het vlak van tramlijnen, maar steeds blijft Buyl een knooppunt op het tramnet. Zo reden tramlijn 90 langs de halte Buyl van 1910 tot 2007, terwijl tramlijn 23 dat van 1968 tot 2011 deed. Sinds 2011 heeft tramlijn 7 het traject van tramlijn 23 overgenomen.
Tussen de jaren 2001 en 2003 werd het eindpunt Marie-José tijdens de spitsuren gebruikt door versterkingsdiensten van tramlijn 23. Hierbij verliet tramlijn 23 haar normaal traject (Heizel — Churchill) ter hoogte van Buyl om tot Marie-José te rijden. Op de rolfilm werd gebruik gemaakt van een speciale aanduiding "23/ — Buyl - Marie-José via 93". Achteraf gezien was dit proefproject de voorloper van de huidige tramlijn 25.
Ook tramlijn 24 dat opgestart werd op 6 maart 2006 reed langs het traject van de huidige tramlijn 25, vanuit Boondaal Station tot Schaarbeek Station via Buyl. Deze versterkingslijn dat enkel tijdens de spitsuren reed werd op 16 april 2007 gewijzigd, waardoor haar eindpunt van Boondaal Station naar Vanderkindere verplaatst werd. Tramlijn 90 werd toen opgeheven zoals hierboven vermeld, en tramlijn 25 werd opgestart op basis van de trajectdelen van tramlijnen 24 en 90.
Ten slotte reed tramlijn 93 van 15 augustus 1985 tot 13 april 2007 van Marie-José tot Schaarbeek Station via de halte Buyl. Deze lijn werd nadien verkort tot Legrand en enkele maanden nadien afgeschaft. De nieuwe tramlijn 93 dat op 31 augustus 2013 werd opgestart rijdt nu van Legrand tot Stadion.
In de maand juni 2017 begonnen de langverwachte werken aan het kruispunt Buyl. Deze houden een volledige vernieuwing van de tramsporen in, alsook een complete herziening van de verkeerssituatie voor gemotoriseerde voertuigen. Zo komt er onder andere een nieuw fietspad, een rij bomen en bredere perrons voor de reizigers in ruil voor een rijstrook. Sinds 29 september 2018 rijdt de voormalige tramlijn 94 na verlenging van het traject met het nummer 8.

## Situering
De perrons van de halte Buyl zijn verspreid over de vier hoeken van het kruispunt van de Generaal Jacqueslaan, de Buyllaan en de Renbaanlaan:
- Op de Generaal Jacqueslaan bevinden zich na de verkeerslichten twee perrons. Richting halte Ter Kameren-Ster bedienen tramlijnen 7 en 8 deze, terwijl tramlijnen 7 en 25 de andere halte bedienen richting Roffiaen.
- In de Buyllaan, richting ULB bedienen tramlijnen 25 en 8 deze halte, en is er aansluiting voorzien met buslijnen 71 en N09.
- In de Renbaanlaan is een afstaphalte voorzien voor tramlijnen 7, 8 en 25 die beperkt zijn tot Buyl en naar het stelplaats van de Renbaanlaan rijden. Ook hier is aansluiting voorzien met buslijnen 71 en N09.

Tussen juni 2015 en mei 2016 werd de Buyllaan volledig opnieuw aangelegd, waardoor de huidige ligging van de haltes het gevolg is van de herinrichting. De reden hiervoor was het tijdsverlies aan de perrons omdat deze telkens voor de verkeerslichten gelegen waren. Zo was er geen afstemming tussen de instaptijd aan de halte en de cyclus van het verkeerslichten. In concreto was het niet zelden dat trams tweemaal een cyclus moesten afwachten voor ze eindelijk konden vertrekken.

## Afbeeldingen

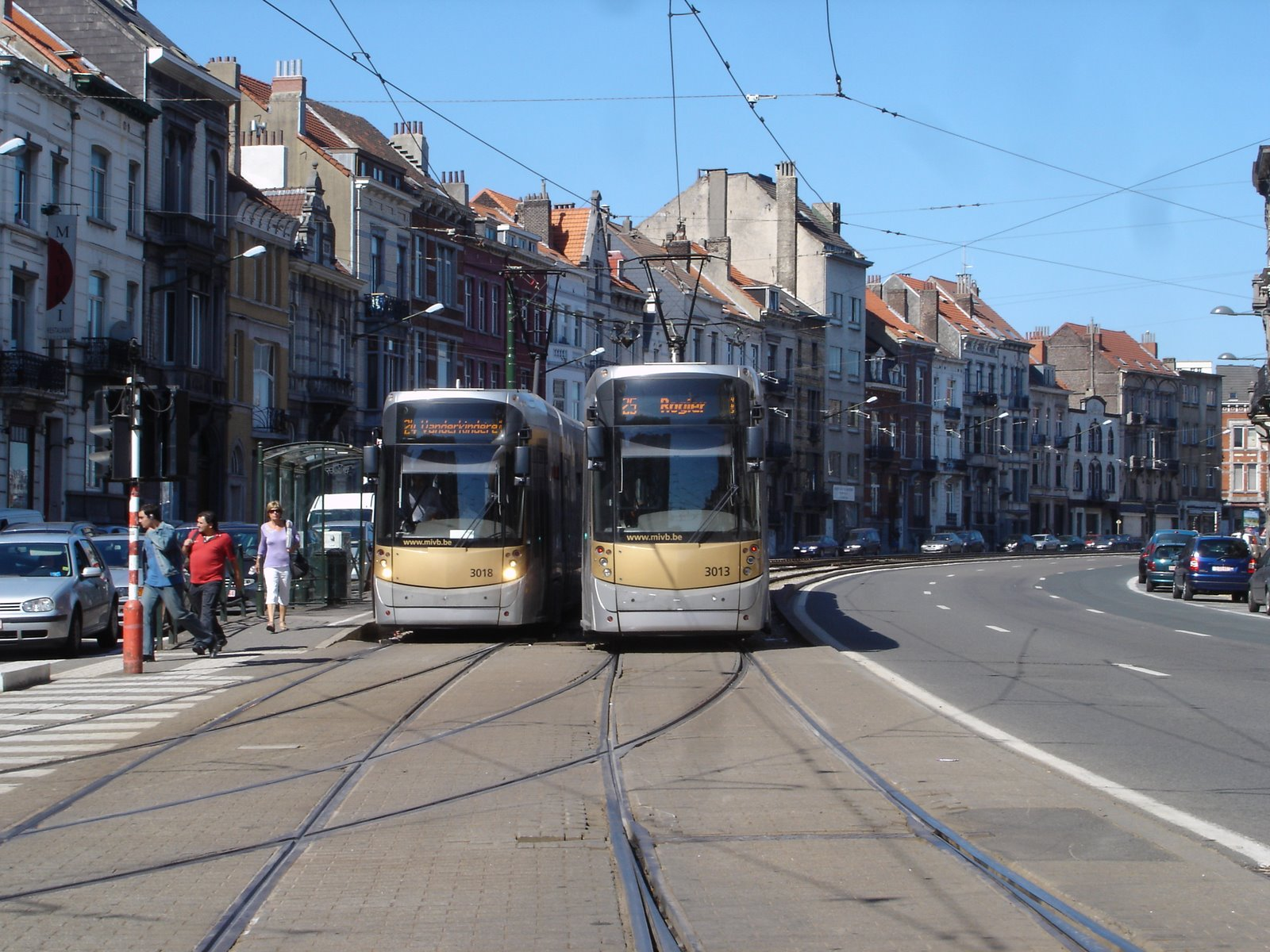
Tramlijnen 23 en 24 kruisen elkaar ter hoogte van de "oude halte" richting Vanderkindere (2008)
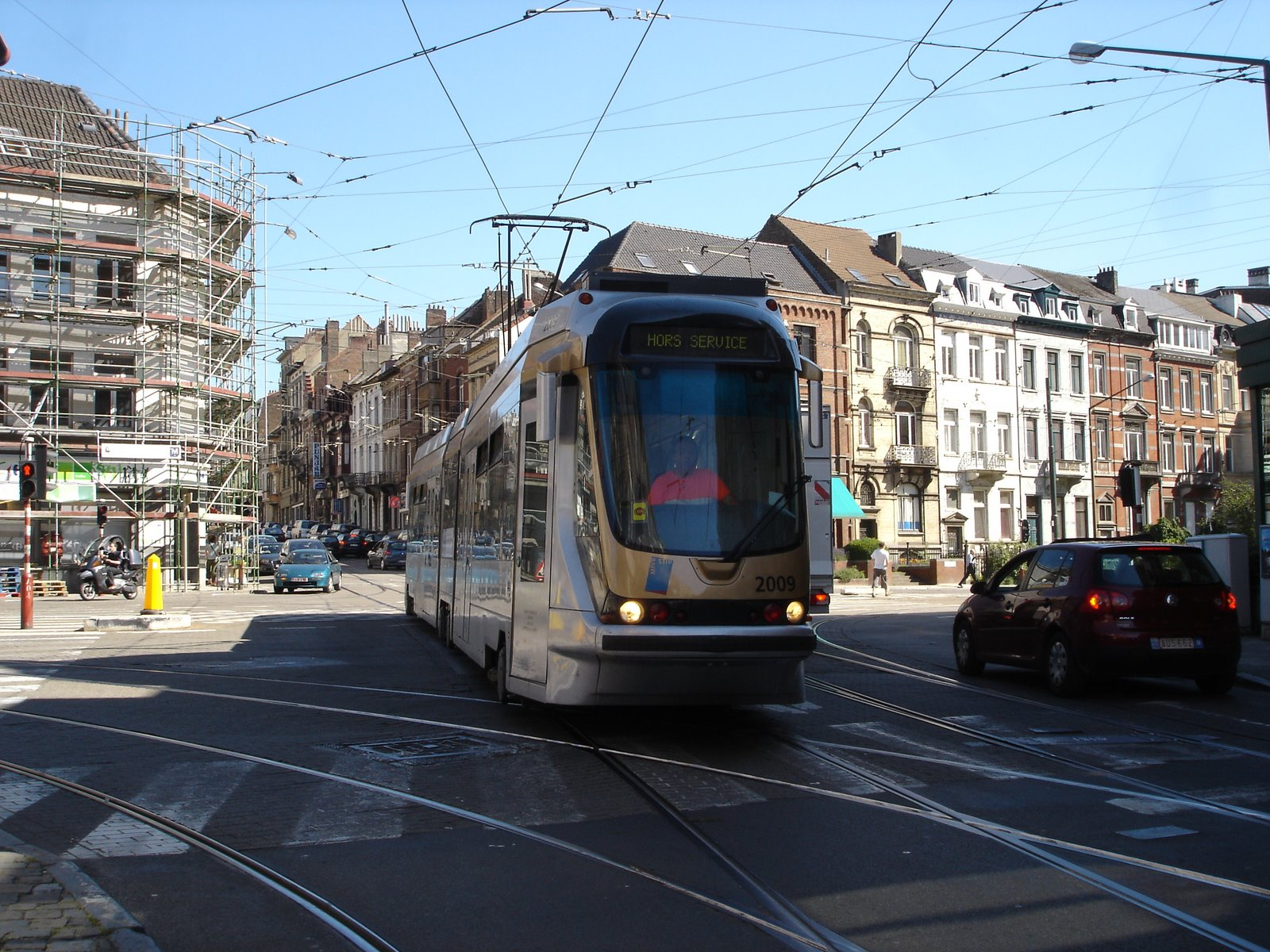
T2000-tramstel steekt het kruispunt Buyl over richting het stelplaats van de Renbaanlaan (2008)
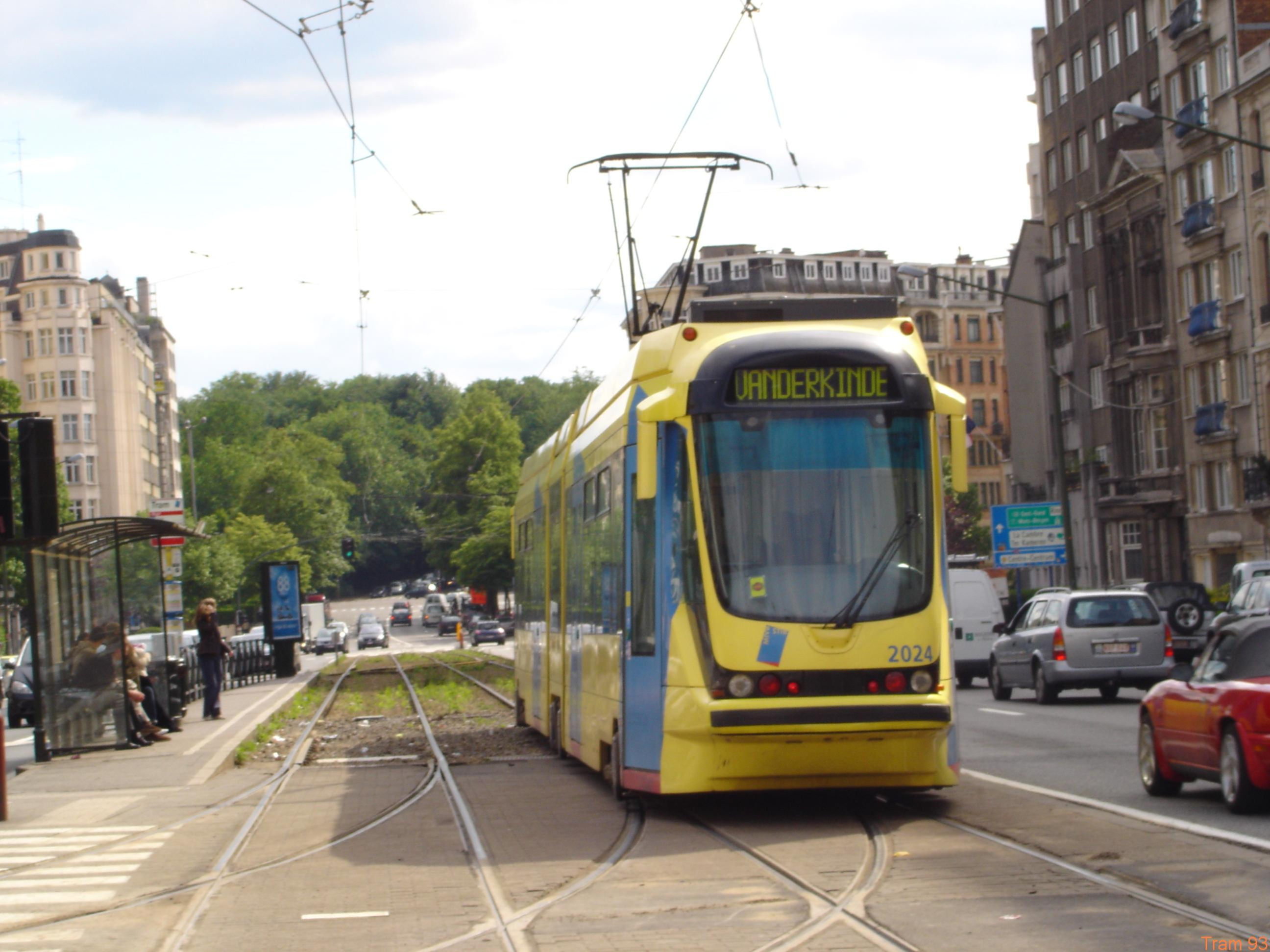
T2000-tramstel op tramlijn 24, na het kruispunt Buyl richting Ter Kameren-Ster (2009)

## Afbeeldingen werken Generaal Jacques — Buyl
Beknopte overzicht van de evolutie van de werken. De afbeeldingen zijn in chronologische volgorde opgenomen.

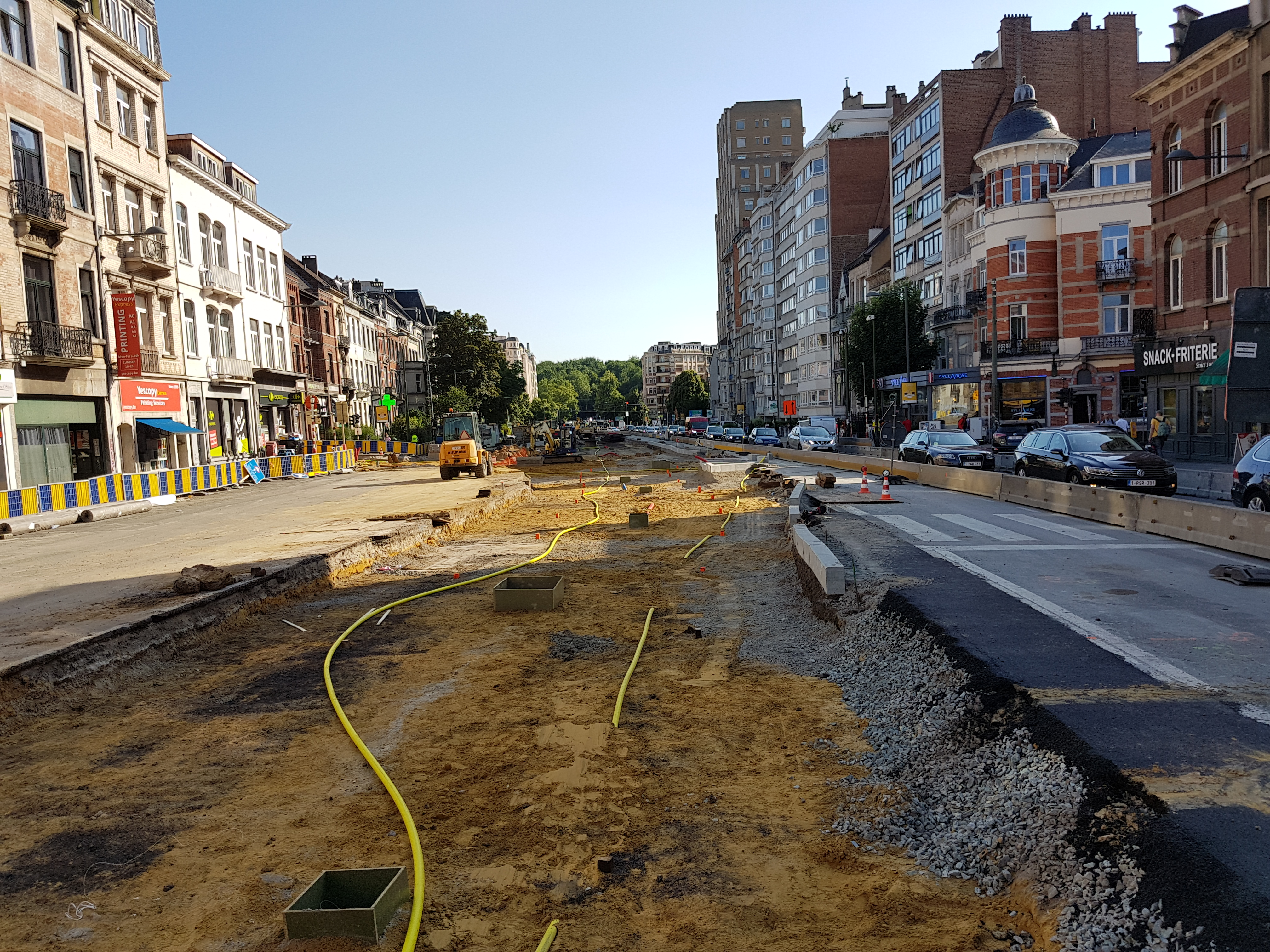
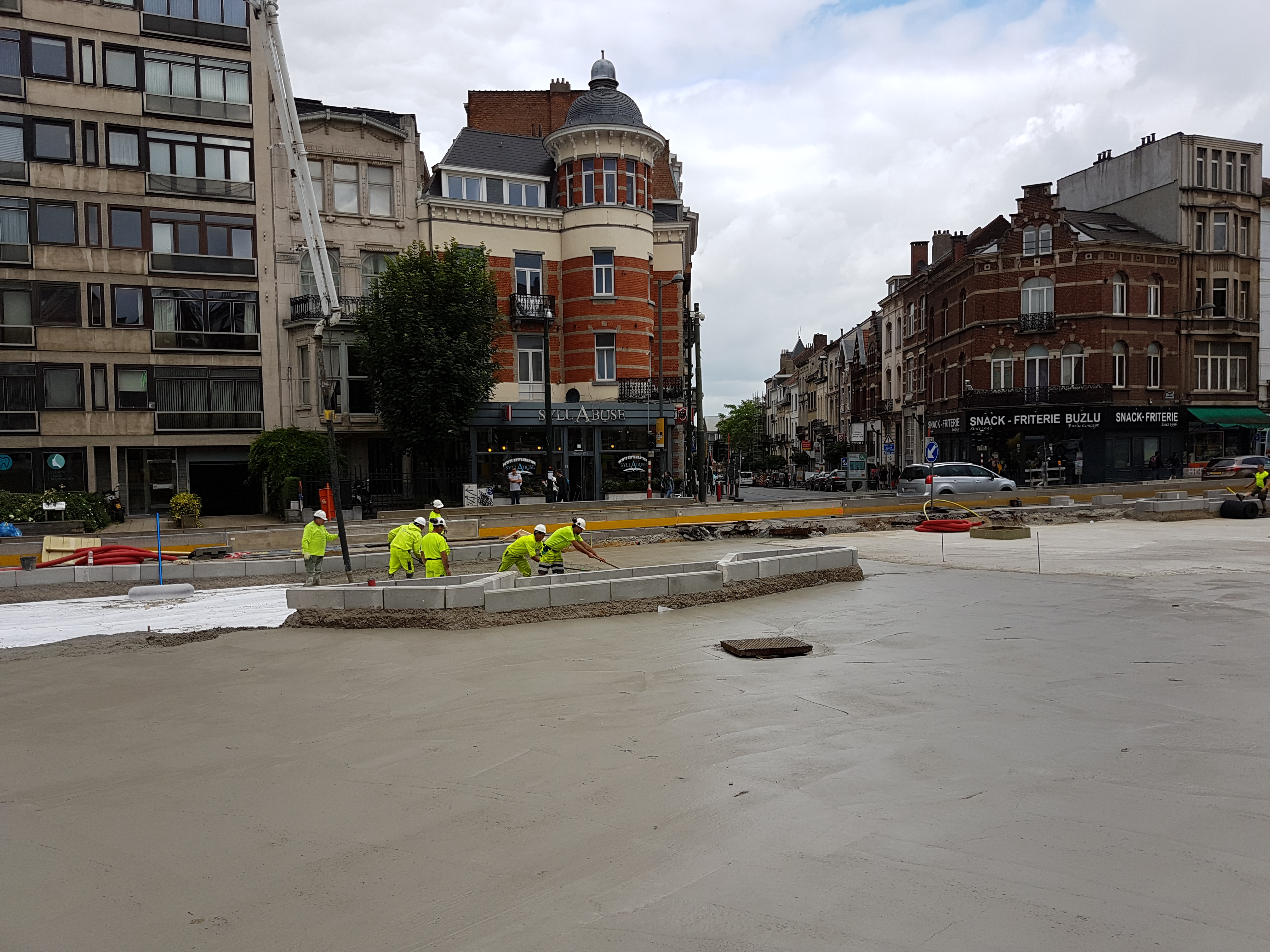
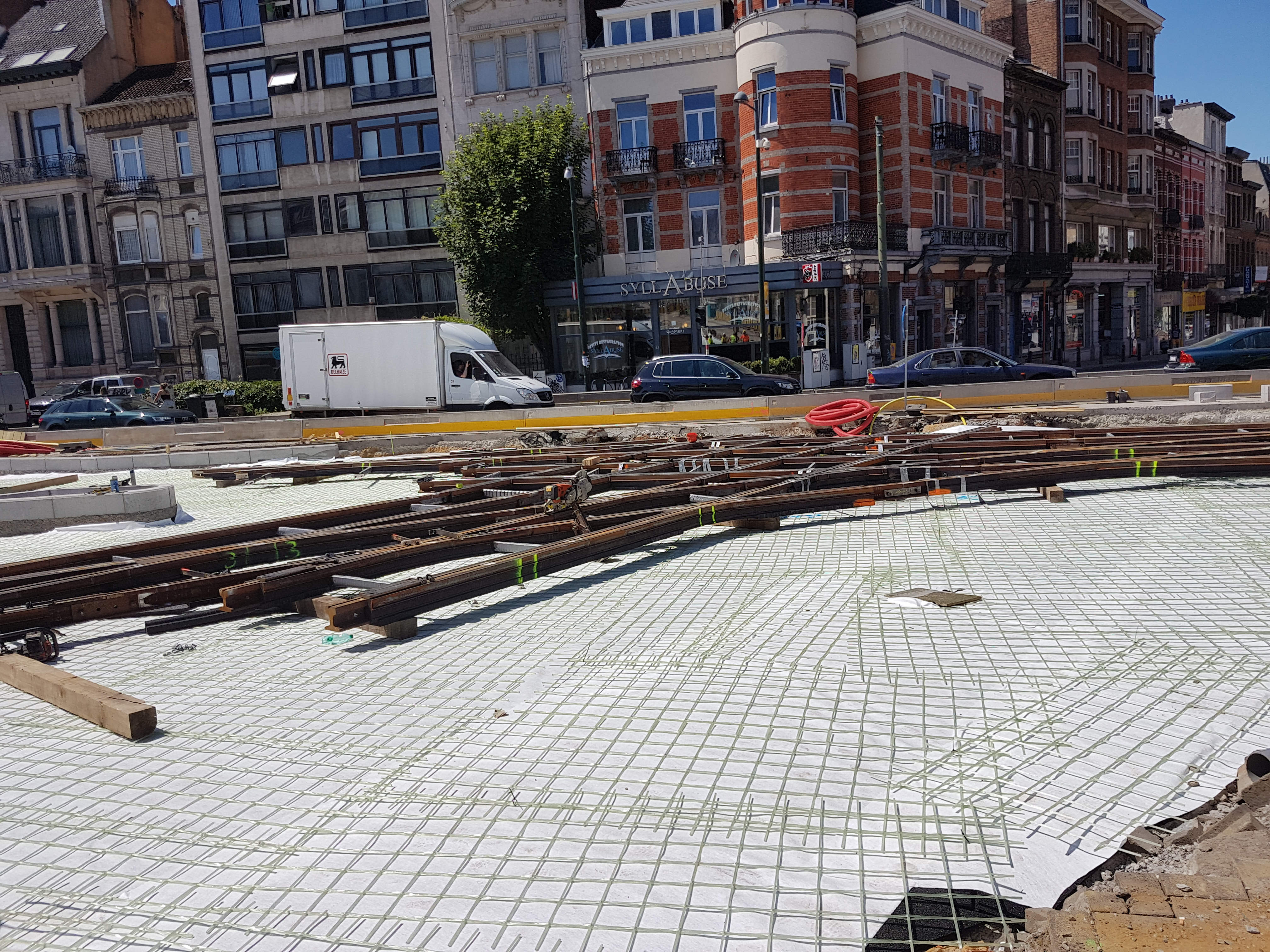
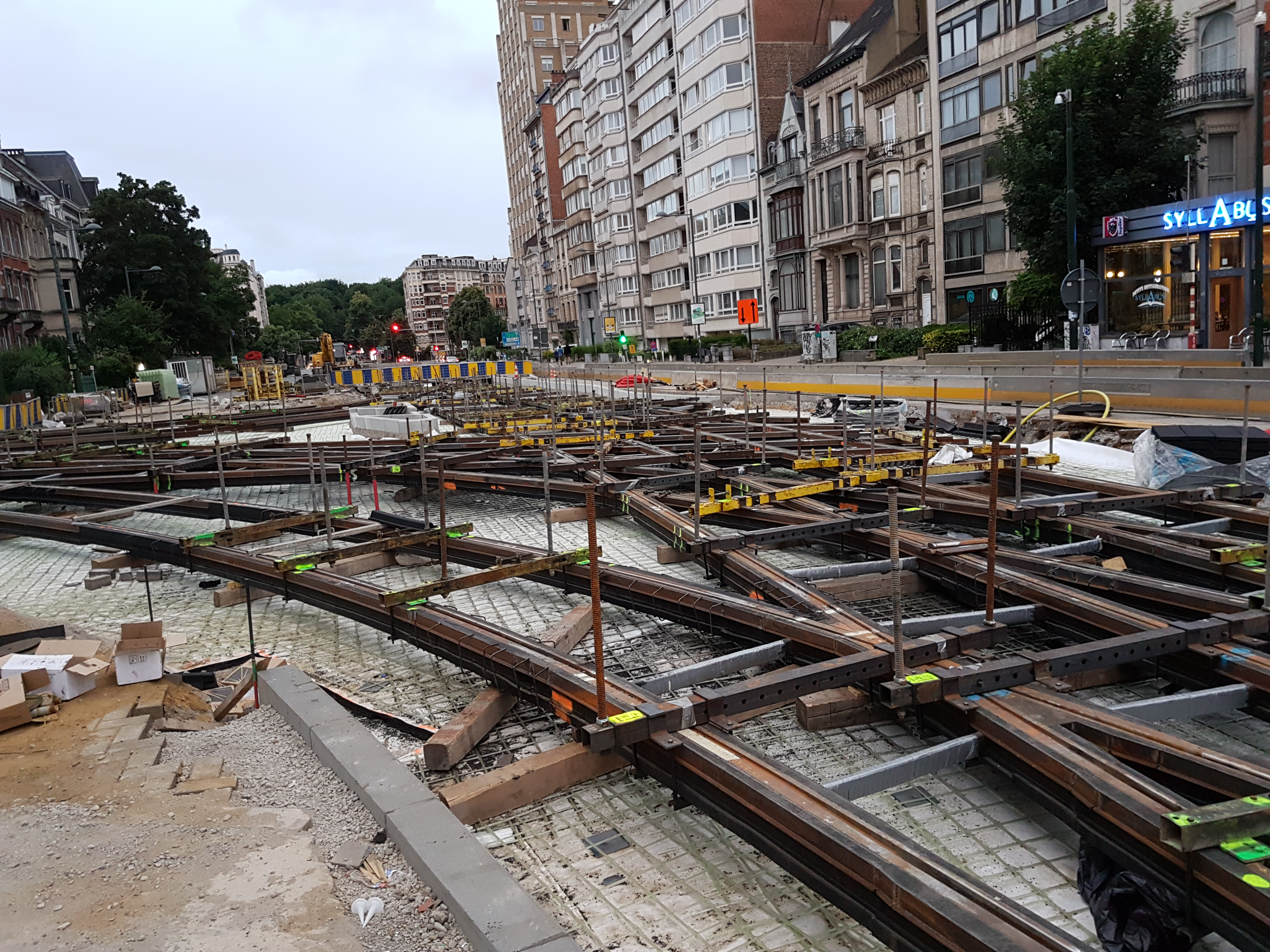
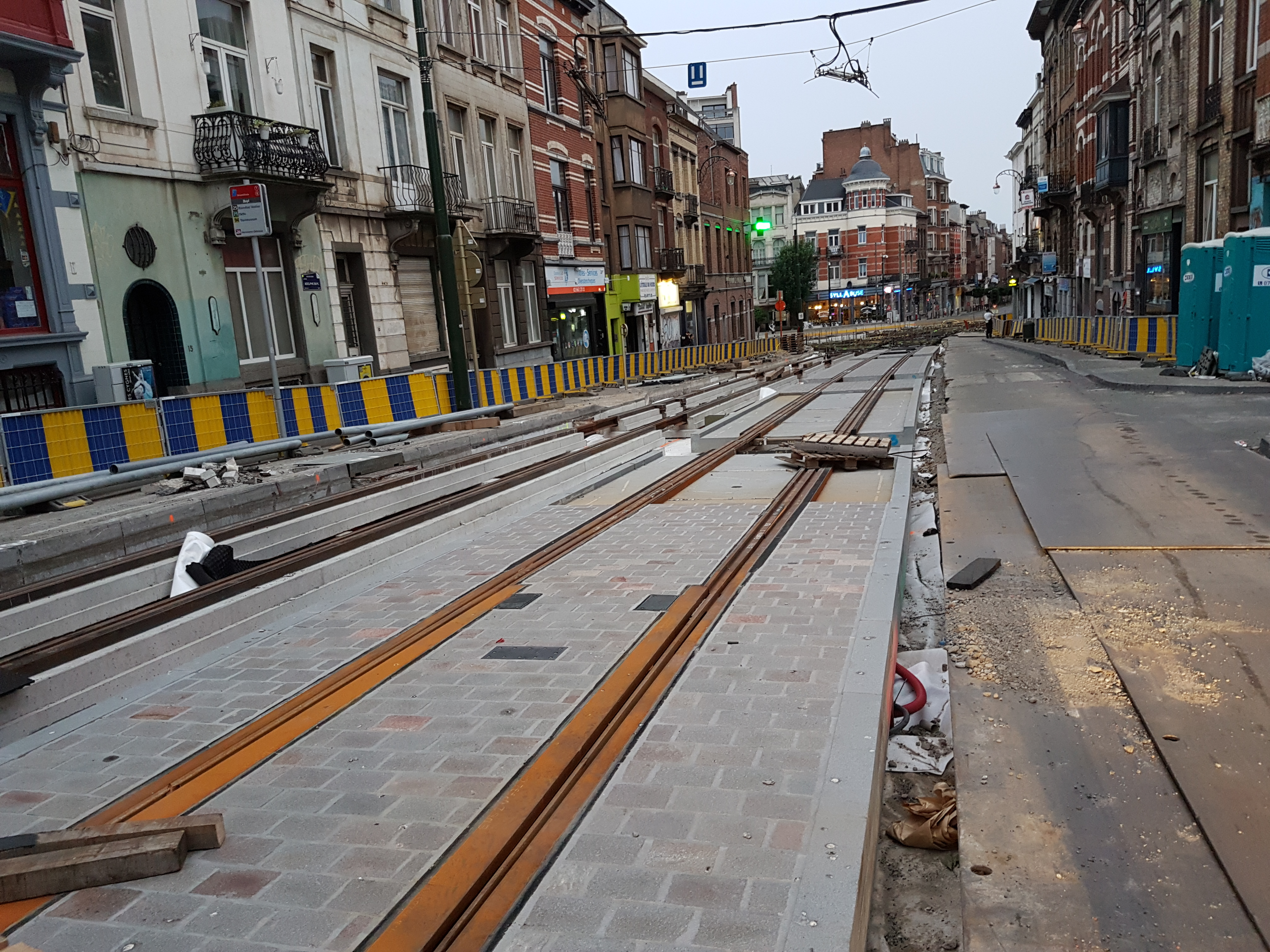
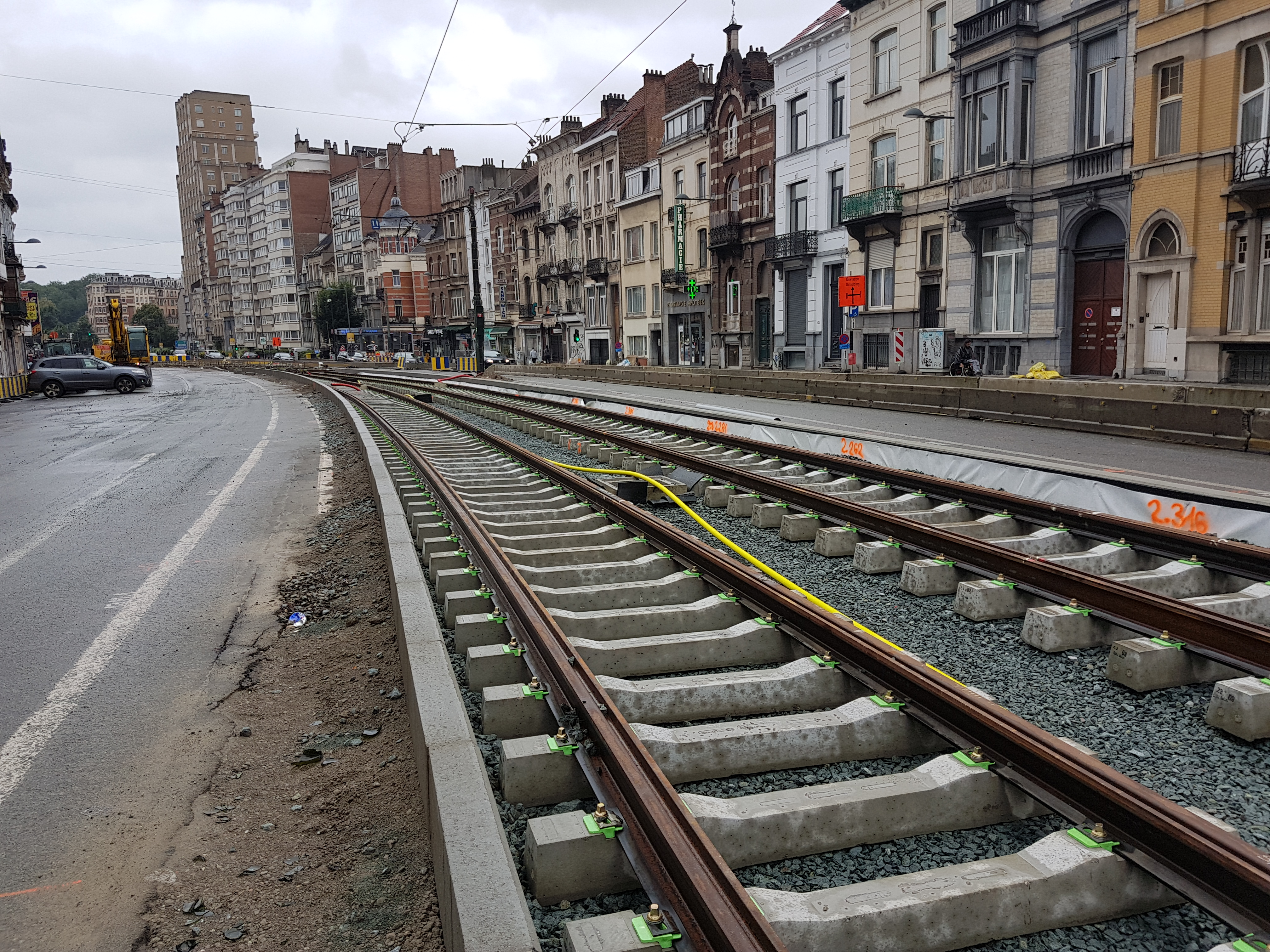
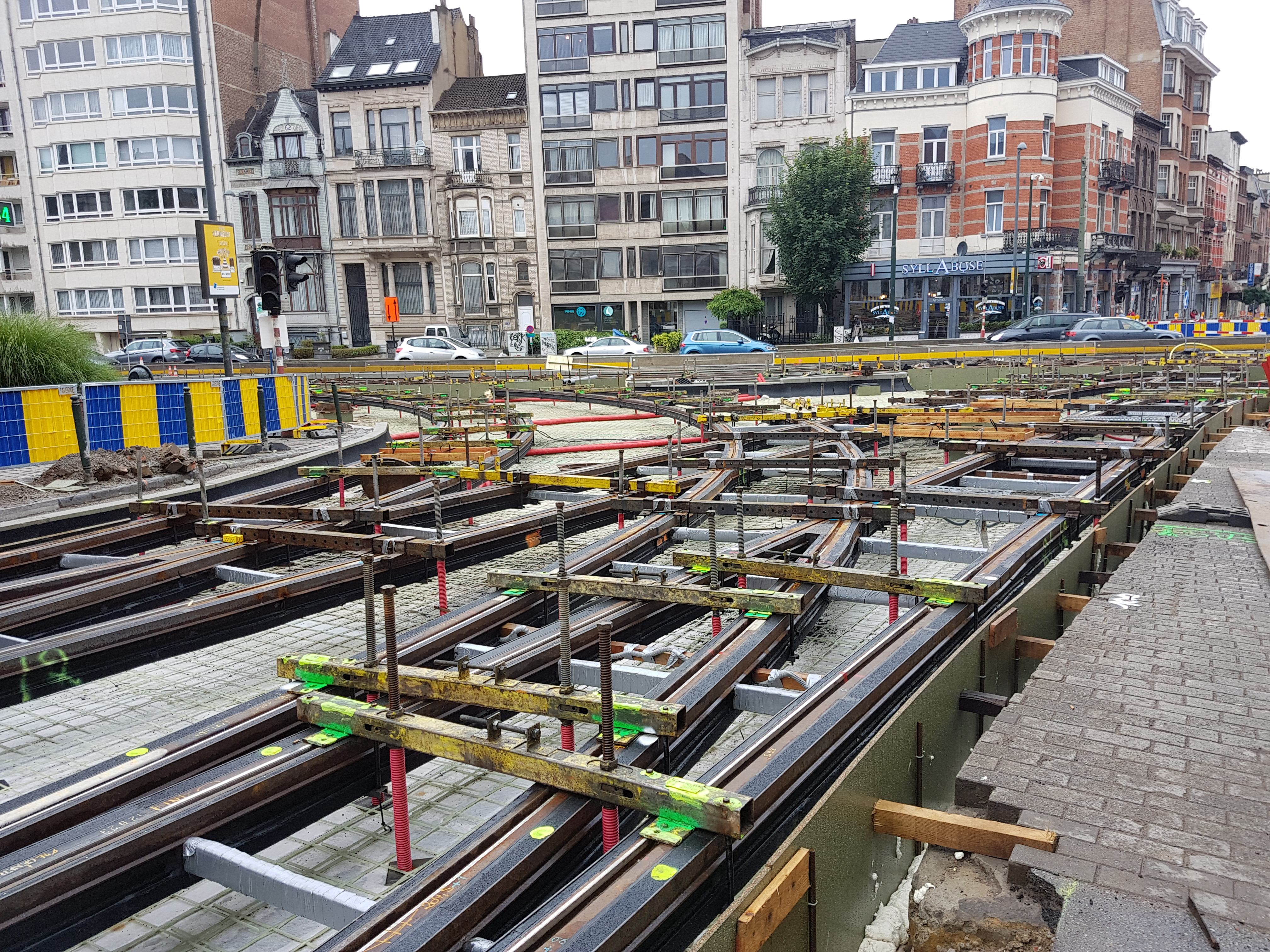
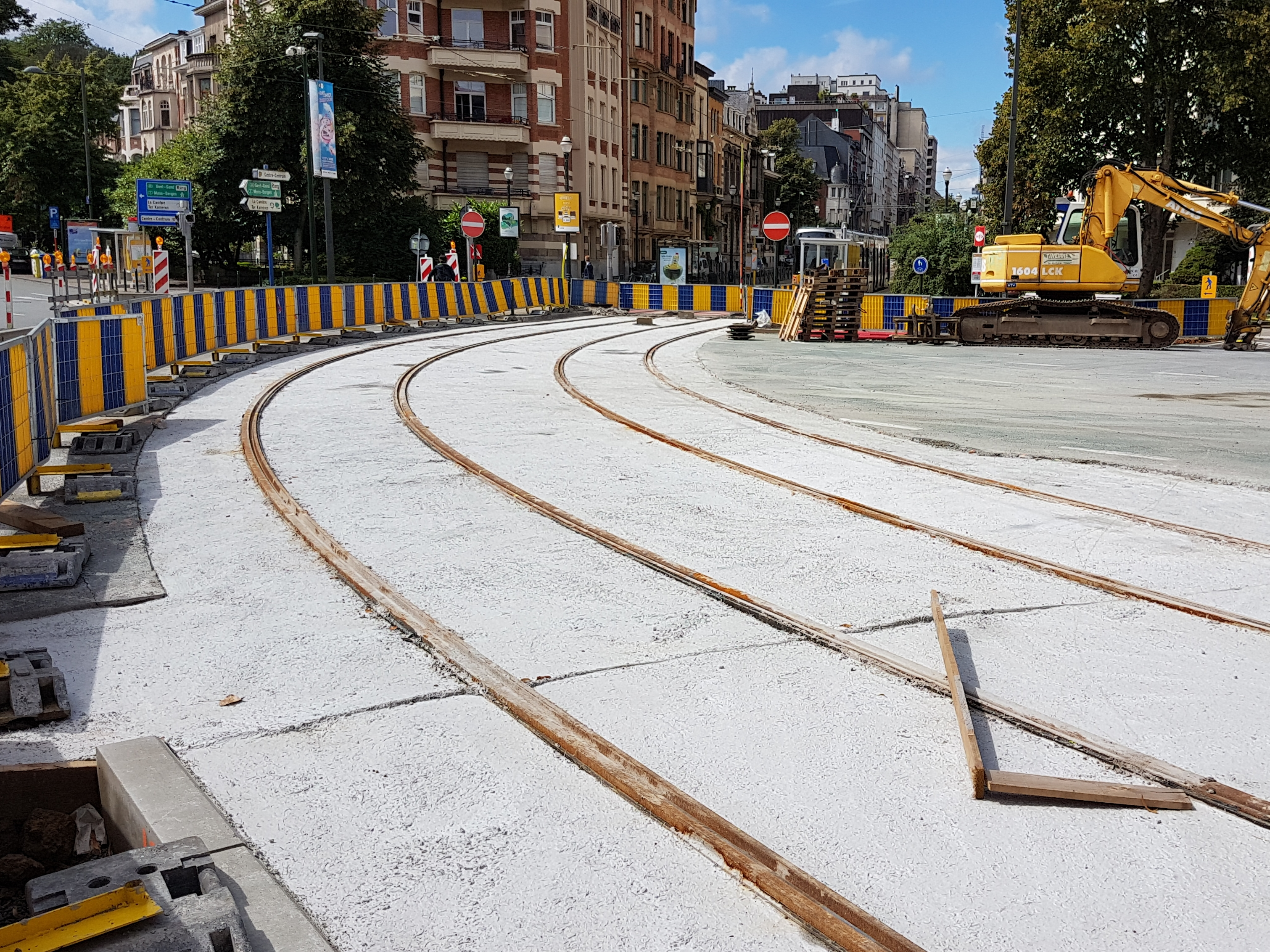

Heizel · 
Sint-Lambertus · 
De Wand · 
Araucaria · 
Braambosjes · 
Heembeek · 
Van Praet · 
Docks Bruxsel · 
Prinses Elisabeth · 
Demolder · 
Paul Brien-ziekenhuis · 
Louis Bertrand · 
Heliotropen · 
Chazal · 
Leopold III · 
Meiser · 
Diamant · 
Georges Henri · 
Montgomery · 
Boileau · 
Pétillon · 
Arsenaal · 
VUB · 
Etterbeek Station · 
Roffiaen · 
Buyl · 
Ter Kameren-Ster · 
Legrand · 
Bascule · 
Longchamp · 
Gossart · 
Cavell · 
Churchill · 
Vanderkindere
Louiza · 
Stefania · 
Defacqz · 
Baljuw · 
Vleurgat · 
Abdij · 
Legrand · 
Ter Kameren-Ster · 
Buyl · 
Johanna · 
ULB · 
Solbos · 
Marie-José · 
Brazilië · 
Boondaal Station · 
Renbaan van Bosvoorde · 
Lieveheersbeestjes · 
Bosvoorde Station · 
Delleur · 
Wiener · 
Valkerij · 
Tenreuken · 
Seny-park · 
Herrmann-Debroux · 
Oudergem-Shopping · 
Vorstrondpunt · 
Empain · 
Trammuseum · 
Bronnenpark · 
Voot · 
Woluwe Shopping · 
Roodebeek
Boondaal Station · 
Brazilië · 
Marie-José · 
Solbos · 
ULB · 
Johanna · 
Buyl · 
Roffiaen · 
Etterbeek Station · 
VUB · 
Arsenaal · 
Pétillon · 
Boileau · 
Montgomery · 
Georges Henri · 
Diamant · 
Meiser · 
Vaderland · 
Weldoeners · 
Wijnheuvelen · 
Robiano · 
Lefrancq · 
Liedts · 
Thomas · 
Noordstation · 
Rogier